# Wiwa
Die Wiwa oder Malayo, Guamaka, Sanka, Arsario, Damana sind ein kolumbianisches indigenes Volk. Sie leben am Nordostabhang der Sierra Nevada de Santa Marta zwischen dem Río Barcino und Río Guamaca im Department Guajira. Sie teilen ihr Wohngebiet mit den Kogi im Resguardo von Campo Alegre, Becerril. Kleinere Siedlungen finden sich am Nordhang der Sierra Nevada und eine weitere Gemeinde in der Serranía de Perijá. Die insgesamt 1.850 Personen verteilen sich auf 26 Gemeinden und ein Gebiet von 383.879 ha. Ihre Sprache gehört zur Familie der Chibcha.